# Blai Mallarach
Blai Mallarach (Olot, 21 agosto 1987) è un pallanuotista spagnolo.

## Carriera
Cresce nel Club Natació Olot, club della sua città natale, nella provincia di Girona. Nel 2003, sedicenne, passa al Club Natació Barcelona, club con cui conquista due campionati nazionali, una Coppa del Re e una Coppa LEN. Nell'estate 2011 si trasferisce in Croazia, al Mladost. Con il club di Zagabria rimane una sola stagione, in cui conquista la Coppa di Croazia. Si trasferisce l'estate successiva ai greci dell'Olympiakos, con cui disputa una finale di Eurolega e conquista tre campionati nazionali e tre coppe di Grecia in tre stagioni, per poi tornare in Spagna, al Barceloneta, dove vincerà ripetutamente campionati e coppe nazionali.

## Palmarès

### Club
- Campionato spagnolo: 7

Barcellona: 2003-04, 2004-05
Barceloneta: 2016-17, 2017-18, 2018-19, 2019-20, 2020-21
- Copa del Rey: 6

Barcellona: 2010-11
Barceloneta: 2016-17, 2017-18, 2018-19, 2019-20, 2020-21
- Supercopa de España: 4

Barceloneta: 2016, 2017, 2018, 2019
- Kup Hrvatske: 1

Mladost: 2011-12
- Campionato greco: 4

Olympiakos: 2012-13, 2013-14, 2014-15, 2015-16
- Coppa di Grecia: 4

Olympiakos: 2012-13, 2013-14, 2014-15, 2015-16
- Coppe LEN: 1

Barcellona: 2003-04

### Nazionale
- Mondiali

Budapest 2022: 
- Europei

Zagabria-Dubrovnik 2024: 
- Coppa del Mondo

Los Angeles 2023: 